# Glochidion ligulatum
Glochidion ligulatum är en emblikaväxtart som beskrevs av Charles Budd Robinson. Glochidion ligulatum ingår i släktet Glochidion och familjen emblikaväxter. Inga underarter finns listade i Catalogue of Life.